# No Jacket Required World Tour
Die No Jacket Required World Tour war die zweite Solo-Konzerttournee des britischen Sängers und Schlagzeugers Phil Collins, mit der er sein drittes Solo-Album No Jacket Required bewarb. Sie begann am 11. Februar 1985 in Nottingham begann und endete am 2. Juli desselben Jahres in New York City.

## Hintergrund
Neben Auftritten in Europa und Nordamerika gab Collins auch erstmals in seiner Karriere Konzerte in Australien und Japan. Wie schon bei seiner ersten Solotour 1982/83 umfasste die Setlist neben Songs aus den bis dahin veröffentlichten Soloalben Collins’ auch Coverversionen von den Impressions (People Get Ready, It’s Alright.) Zudem war Against All Odds (Take a Look at Me Now), Collins’ Beitrag zum Soundtrack des gleichnamigen Films in der Setlist vertreten.
Ebenfalls wie bei seiner ersten Tour trat Collins mit einer achtköpfigen Begleitband (diesmal unter dem Namen „Phil Collins and the Hot Tub Club“) auf, deren Besetzung sich weitestgehend mit der seiner ersten Solo-Tournee deckte, lediglich Mo Foster wurde am Bass durch Leland Sklar ersetzt, der noch in späteren Jahren oft mit Collins zusammenarbeitete.
Die Show in Dallas am 29. Mai 1985 wurde unter der Regie von James Yukich aufgezeichnet und später auf dem US-amerikanischen Fernsehsender HBO als TV-Special unter dem Titel No Jacket Required... Sold Out gesendet. Im gleichen Jahr wurde dieser Mitschnitt mit erweitertem Filmmaterial unter dem Titel Phil Collins: No Ticket Required auf VHS und Laserdisc veröffentlicht. Er gewann 1986 einen ACE Award für das beste TV-Musik-Special.
Während dieser Tournee entstanden ebenfalls unter der Regie von Yukich auch die Musikvideos zu Collins’ Singles Don’t Lose My Number, das an verschiedenen Orten in Australien gedreht wurde und andere zu dieser Zeit bekannte Musikvideos parodierte, sowie Take Me Home, letzteres gedreht in den jeweiligen Städten, in denen die Tour Station machte.

## Setlist
1. I Don’t Care Anymore
2. Only You Know and I Know
3. I Cannot Believe It’s True
4. This Must Be Love
5. Against All Odds (Take a Look at Me Now)
6. Inside Out
7. Who Said I Would
8. You Know What I Mean
9. If Leaving Me Is Easy
10. Sussudio
11. Behind The Lines
12. Don’t Lose My Number
13. The West Side
14. One More Night
15. In the Air Tonight
16. Like China
17. You Can’t Hurry Love
18. It Don't Matter to Me
19. Hand in Hand
20. Take Me Home
21. People Get Ready
22. It’s Alright

## Tourdaten
| Nr.                  | Datum            | Stadt               | Land               | Veranstaltungsort                    |
| Leg 1 – Europa       | Leg 1 – Europa   | Leg 1 – Europa      | Leg 1 – Europa     | Leg 1 – Europa                       |
| -------------------- | ---------------- | ------------------- | ------------------ | ------------------------------------ |
| 1                    | 11. Februar 1985 | Nottingham          | England            | Theatre Royal                        |
| 2                    | 12. Februar 1985 | Manchester          | England            | Apollo Theatre                       |
| 3                    | 13. Februar 1985 | Glasgow             | Schottland         | Apollo Theatre                       |
| 4                    | 14. Februar 1985 | Newcastle upon Tyne | England            | City Hall                            |
| 5                    | 16. Februar 1985 | Sheffield           | England            | City Hall                            |
| 6                    | 17. Februar 1985 | London              | England            | Royal Albert Hall                    |
| 7                    | 18. Februar 1985 | London              | England            | Royal Albert Hall                    |
| 8                    | 19. Februar 1985 | London              | England            | Royal Albert Hall                    |
| 9                    | 20. Februar 1985 | London              | England            | Royal Albert Hall                    |
| 10                   | 21. Februar 1985 | London              | England            | Royal Albert Hall                    |
| 11                   | 22. Februar 1985 | London              | England            | Royal Albert Hall                    |
| 12                   | 23. Februar 1985 | Birmingham          | England            | National Exhibition Centre           |
| 13                   | 25. Februar 1985 | Düsseldorf          | Deutschland        | Philipshalle                         |
| 14                   | 26. Februar 1985 | Brüssel             | Belgien            | Forest National                      |
| 15                   | 27. Februar 1985 | Rotterdam           | Niederlande        | Sportpaleis Ahoy’                    |
| 16                   | 1. März 1985     | Göteborg            | Schweden           | Scandinavium                         |
| 17                   | 2. März 1985     | Stockholm           | Schweden           | Johanneshovs Isstadion               |
| 18                   | 3. März 1985     | Kopenhagen          | Danemark           | Valby-Hallen                         |
| 19                   | 4. März 1985     | Bremen              | Deutschland        | Stadthalle                           |
| 20                   | 6. März 1985     | Paris               | Frankreich         | Palais Omnisport de Bercy            |
| 21                   | 7. März 1985     | Frankfurt am Main   | Deutschland        | Festhalle                            |
| 22                   | 8. März 1985     | München             | Deutschland        | Rudi-Sedlmayer-Halle                 |
| 23                   | 10. März 1985    | Zürich              | Schweiz            | Hallenstadion                        |
| 24                   | 11. März 1985    | Böblingen           | Deutschland        | Sporthalle                           |
| 25                   | 13. März 1985    | Nantes              | Frankreich         | Parc des Expositions de la Beaujoire |
| 26                   | 14. März 1985    | Bordeaux            | Frankreich         | Patinoire de Mériadeck               |
| 27                   | 15. März 1985    | Toulouse            | Frankreich         | Palais des Sports                    |
| 28                   | 16. März 1985    | Lyon                | Frankreich         | Espace Tony Garnier                  |
| 29                   | 17. März 1985    | Lausanne            | Schweiz            | Halle des Fêtes                      |
| Leg 2 – Australasien |                  |                     |                    |                                      |
| 30                   | 30. März 1985    | Brisbane            | Australien         | Festival Hall                        |
| 31                   | 31. März 1985    | Brisbane            | Australien         | Festival Hall                        |
| 32                   | 3. April 1985    | Sydney              | Australien         | Entertainment Centre                 |
| 33                   | 4. April 1985    | Sydney              | Australien         | Entertainment Centre                 |
| 34                   | 6. April 1985    | Sydney              | Australien         | Opera House                          |
| 35                   | 7. April 1985    | Sydney              | Australien         | Opera House                          |
| 36                   | 9. April 1985    | Sydney              | Australien         | Entertainment Centre                 |
| 37                   | 10. April 1985   | Sydney              | Australien         | Entertainment Centre                 |
| 38                   | 12. April 1985   | Melbourne           | Australien         | Sports and Entertainment Centre      |
| 39                   | 13. April 1985   | Melbourne           | Australien         | Sports and Entertainment Centre      |
| 40                   | 14. April 1985   | Melbourne           | Australien         | Sports and Entertainment Centre      |
| 41                   | 17. April 1985   | Adelaide            | Australien         | Memorial Drive Tennis Centre         |
| 42                   | 20. April 1985   | Perth               | Australien         | Entertainment Centre                 |
| 43                   | 23. April 1985   | Tokio               | Japan              | Nippon Budokan                       |
| 44                   | 25. April 1985   | Fukuoka             | Japan              | Sunpalace Hall                       |
| 45                   | 26. April 1985   | Osaka               | Japan              | Festival Hall                        |
| 46                   | 27. April 1985   | Nagoya              | Japan              | Civic Assembly Hall                  |
| Leg 3 – Nordamerika  |                  |                     |                    |                                      |
| 47                   | 12. Mai 1985     | Worcester           | Vereinigte Staaten | Centrum Center                       |
| 48                   | 13. Mai 1985     | Montréal            | Kanada             | Forum                                |
| 49                   | 15. Mai 1985     | New York City       | Vereinigte Staaten | Radio City Music Hall                |
| 50                   | 16. Mai 1985     | New York City       | Vereinigte Staaten | Radio City Music Hall                |
| 51                   | 17. Mai 1985     | New York City       | Vereinigte Staaten | Radio City Music Hall                |
| 52                   | 20. Mai 1985     | Philadelphia        | Vereinigte Staaten | Spectrum                             |
| 53                   | 21. Mai 1985     | Hampton             | Vereinigte Staaten | Coliseum                             |
| 54                   | 22. Mai 1985     | Greensboro          | Vereinigte Staaten | Coliseum                             |
| 55                   | 23. Mai 1985     | Atlanta             | Vereinigte Staaten | The Omni                             |
| 56                   | 24. Mai 1985     | Birmingham          | Vereinigte Staaten | Birmingham–Jefferson Civic Center    |
| 57                   | 25. Mai 1985     | Memphis             | Vereinigte Staaten | Mid-South Coliseum                   |
| 58                   | 26. Mai 1985     | New Orleans         | Vereinigte Staaten | Lakefront Arena                      |
| 59                   | 27. Mai 1985     | Houston             | Vereinigte Staaten | The Summit                           |
| 60                   | 28. Mai 1985     | Houston             | Vereinigte Staaten | The Summit                           |
| 61                   | 29. Mai 1985     | Dallas              | Vereinigte Staaten | Reunion Arena                        |
| 62                   | 30. Mai 1985     | Austin              | Vereinigte Staaten | Frank Erwin Center                   |
| 63                   | 1. Juni 1985     | Chandler            | Vereinigte Staaten | Compton Terrace                      |
| 64                   | 2. Juni 1985     | Irvine              | Vereinigte Staaten | Irvine Meadows Amphitheatre          |
| 65                   | 3. Juni 1985     | Irvine              | Vereinigte Staaten | Irvine Meadows Amphitheatre          |
| 66                   | 4. Juni 1985     | Universal City      | Vereinigte Staaten | Universal Amphitheatre               |
| 67                   | 5. Juni 1985     | Universal City      | Vereinigte Staaten | Universal Amphitheatre               |
| 68                   | 6. Juni 1985     | Universal City      | Vereinigte Staaten | Universal Amphitheatre               |
| 69                   | 7. Juni 1985     | Oakland             | Vereinigte Staaten | Coliseum Arena                       |
| 70                   | 8. Juni 1985     | Oakland             | Vereinigte Staaten | Coliseum Arena                       |
| 71                   | 11. Juni 1985    | Sacramento          | Vereinigte Staaten | Cal Expo Amphitheatre                |
| 72                   | 13. Juni 1985    | Denver              | Vereinigte Staaten | McNichols Sports Arena               |
| 73                   | 15. Juni 1985    | Kansas City         | Vereinigte Staaten | Kemper Arena                         |
| 74                   | 16. Juni 1985    | St. Louis           | Vereinigte Staaten | Kiel Auditorium                      |
| 75                   | 17. Juni 1985    | Rosemont            | Vereinigte Staaten | Rosemont Horizon                     |
| 76                   | 18. Juni 1985    | Hoffman Estates     | Vereinigte Staaten | Poplar Creek Music Theater           |
| 77                   | 19. Juni 1985    | Lexington           | Vereinigte Staaten | Rupp Arena                           |
| 78                   | 21. Juni 1985    | Columbia            | Vereinigte Staaten | Merriweather Post Pavilion           |
| 79                   | 22. Juni 1985    | Hartford            | Vereinigte Staaten | Civic Center                         |
| 80                   | 23. Juni 1985    | Saratoga Springs    | Vereinigte Staaten | Saratoga Performing Arts Center      |
| 81                   | 25. Juni 1985    | Richfield           | Vereinigte Staaten | Coliseum                             |
| 82                   | 26. Juni 1985    | Richfield           | Vereinigte Staaten | Coliseum                             |
| 83                   | 27. Juni 1985    | Clarkston           | Vereinigte Staaten | Pine Knob Music Theatre              |
| 84                   | 28. Juni 1985    | Clarkston           | Vereinigte Staaten | Pine Knob Music Theatre              |
| 85                   | 29. Juni 1985    | Toronto             | Kanada             | Exhibition Stadium                   |
| 86                   | 1. Juli 1985     | New York City       | Vereinigte Staaten | Madison Square Garden                |
| 87                   | 2. Juli 1985     | New York City       | Vereinigte Staaten | Madison Square Garden                |

## Band
- Phil Collins: Gesang, Schlagzeug, Keyboards, Klavier
- Daryl Stuermer: Gitarre, Hintergrundgesang
- Chester Thompson: Schlagzeug, Percussion
- Leland Sklar: Bass, zusätzliche Keyboards bei „In the Air Tonight“, Hintergrundgesang
- Peter Robinson: Keyboards, Vocoder
- Don Myrick: Saxophon
- Louis Satterfield: Posaune
- Michael Harris: Trompete
- Rahmlee Michael Davis: Trompete